# 독일 II형 잠수함

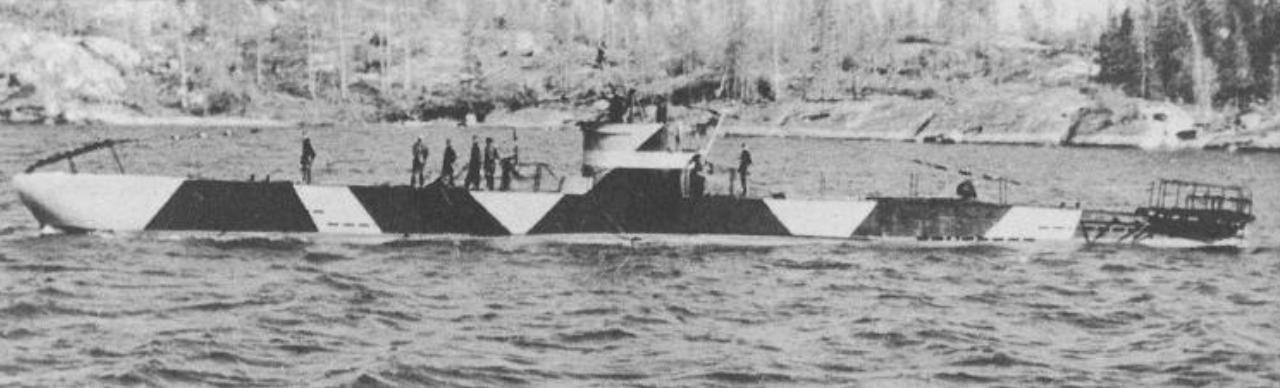

독일 II형 잠수함(type II A)은 독일의 잠수함이다.

## 제원
|              | 선체               | 속력    |
| ------------ | ------------------ | ------- |
| 높이         | 8.6m 수상          | 13노트  |
| 길이         | 40.9m 수중         | 6.9노트 |
| 선폭         | 3.83m              |         |
| 최대잠수심도 | 해저120m           |         |
| 고속잠수시간 | 30초               |         |
| 잠망경       | 공격잠망경 1대     |         |
| 무장         | 전방어뢰발사관 3대 |         |

내부에 잠수전지와 작은 단일선체를 가진 유보트이다|. 제1차세계대전 이후 독일에서 건조된 최초의 유보트유형이며 고도의 기동성을 갖추었고 일반적으로 연안해역에 배치된다.

## 같이 보기
- 독일의 급별 해군 함정 목록